# I Spit on Your Grave (film, 2010)
Pour les articles homonymes, voir I Spit on Your Grave (homonymie).
Série I Spit on Your Grave
I Spit on Your Grave 2
(2013)
Pour plus de détails, voir Fiche technique et Distribution.
I Spit on Your Grave (Je crache sur ta tombe) est un film d'horreur américain de genre rape and revenge réalisé par Steven R. Monroe, sorti en 2010.

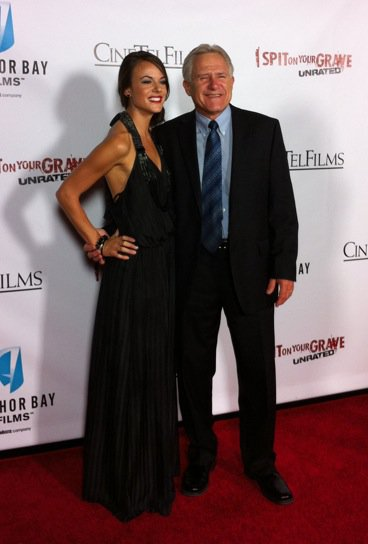
Sarah Butler à la première du film I Spit on Your Grave.

C'est le remake de la version cinématographique de 1978. Le film met en scène Sarah Butler, Chad Lindberg, Daniel Franzese, Rodney Eastman, Jeff Branson et Andrew Howard.
Le film suit Jennifer Hills, une jeune écrivaine new-yorkaise qui prépare son nouveau roman, décide de louer un chalet dans la campagne pendant un mois pour être dans le calme. Durant son trajet, elle se rend compte qu'elle n'est pas au bon endroit et décide de s'arrêter dans une station d'essence. Arrivée à la station, Jennifer rencontre une bande d'hommes assez bizarres, mais cela ne l'empêche pas de leur demander où se situe le chalet. Cela fait déjà deux jours que Jennifer Hills est au chalet mais elle commence à s'ennuyer. Tard le soir, elle décide de fumer de la marijuana pour se détendre, et plonge dans un profond sommeil. Peu de temps après, des bruits venant de l'extérieur la réveillent. Tout à coup, la bande d'hommes qu'elle avait croisée à la station d'essence débarquent dans la maison. La pauvre femme est victime d’un enlèvement et de viol dans la forêt située derrière son chalet. Mais elle survit miraculeusement à cette torture en se jetant dans une rivière proche pour faire croire à la bande qu'elle s'est noyée. Le groupe d'hommes la croyant morte, recherche tous les jours son corps. Les jours passent, mais ils ne trouvent rien. Ils décident donc d'arrêter les recherches et ne se font plus de soucis. Mais elle refait surface quelque temps après en préparant une terrible vengeance : les tuer un par un dans d'horribles circonstances.

## Synopsis
La romancière Jennifer Hills (Sarah Butler) se rend de New York à la Louisiane pour travailler en toute intimité sur son prochain livre. Le pompiste, Johnny Stillman, lui donne les indications pour se rendre à sa cabine de location lorsqu'elle se perd. Il s'embarrasse en essayant de flirter avec elle. Lorsque la plomberie de la cabine est bouchée, elle est réparée par Matthew Duncan, un plombier bègue atteint d'une déficience intellectuelle. Elle le récompense d'un brusque baiser de gratitude. Matthew raconte à Johnny et à ses amis Andy Chirensky et Stanley Woods ce qui s'est passé avec Jennifer. Johnny, dont l'ego a été meurtri après l'incident de la station-service, décide que Jennifer est snob et décide de « lui donner une leçon ».
Cette nuit-là, les quatre hommes se faufilent dans la cabine, la narguent et l'agressent, bien que Matthew refuse de participer. Elle s'enfuit dans les bois et croise Storch le shérif local, Earl le propriétaire de la cabane. Storch ramène Jennifer au chalet, mais lorsqu'il trouve ses drogues et son alcool, il met en doute son histoire. Après le retour de Johnny, Matthew, Andy et Stanley, les cinq hommes la violent en groupe, y compris Matthew initialement réticent. Stanley enregistre tout avec sa caméra vidéo. Storch sodomise alors Jennifer. Ensuite, juste au moment où Storch est sur le point de lui tirer dessus, Jennifer tombe dans la rivière pour s'échapper.
Jennifer commence à traquer ses violeurs afin d'apprendre des détails sur leur vie. Stanley dit à Andy et Johnny que sa caméra a été volée, ainsi que la bande vidéo de leur agression. Storch intercepte une cassette vidéo envoyée à sa femme et confronte les hommes pour savoir qui l'a envoyée. Johnny et Andy soupçonnent Matthew. Alors qu'ils partent à la chasse, Storch tire et tue Earl, craignant d'avoir des soupçons sur les auteurs des viols.
Matthew retourne à la cabine et rencontre Jennifer. Il tente de lui présenter ses excuses, mais elle les refuse et l'étrangle. Elle capture Stanley dans un piège à ours, l'attache à un arbre, lui enduit le visage d'intestins de poisson, puis quitte son appareil photo pour enregistrer des corbeaux lui crevant les yeux, qu'elle a épinglés avec des hameçons. Elle noie ensuite Andy et lui brûle le visage dans une baignoire de soude. Ensuite, elle attache Johnny aux chevrons d'une maison abandonnée et utilise des pinces pour lui arracher les dents et une paire de cisailles de jardin pour l'émasculer, le laissant saigner à mort. Tout en les torturant, elle répète les railleries que tous les hommes lui ont faites.
Jennifer rend visite à la femme de Storch, se faisant passer pour la nouvelle enseignante de leur fille Chastity. Elle emmène la fille au parc et, lorsque Storch la retrouve là-bas, elle l'assomme. À son réveil, Jennifer lui fourre son fusil de chasse dans l'anus et lui rappelle qu'elle était aussi innocente que sa propre fille. Elle attache une extrémité d'une corde à la gâchette et l'autre extrémité au poignet de Matthew inconscient, assis devant Storch. Lorsque Matthew se réveille, il voit le shérif lié et essaie de bouger, déclenchant le fusil de chasse, qui tire une balle dans l'anus et la bouche de Storch avant de toucher Matthew à la poitrine, tuant les deux hommes. Assise dehors sur une branche, Jennifer entend le coup de feu et sourit.

## Fiche technique
- Titre original : I Spit on Your Grave
- Réalisation : Steven R. Monroe
- Scénario : d'après le scénario de Meir Zarchi.
- Producteur : Paul Hertzberg
- Producteurs exécutifs : Lisa Hansen, Jeff Klein, Alan Ostroff, Gary Needle et Meir Zarchi.
- Musique : Corey Allen Jackson
- Distribution : Anchor Bay Entertainment, CineTel.
- Budget : 1,5 million $
- Langue : anglais
- Genre : Horreur , rape and revenge
- Durée : 108 minutes
- Sorties :
  -  États-Unis : 8 octobre 2010 (DVD) ; 8 février 2011 (Blu-ray)
  -  France : 21 septembre 2011 (DVD et Blu-ray)
- Interdit aux moins de 16 ans lors de sa sortie en France.

## Distribution
- Sarah Butler[3] : Jennifer Hills
- Andrew Howard[4] : sheriff Storch
- Jeff Branson[5] (VFB : Pierre Lognay) : Johnny
- Daniel Franzese[6] : Stanley
- Rodney Eastman[4] : Andy
- Chad Lindberg[7] : Matthew
- Tracey Walter[8] : Earl
- Mollie Milligan[9] (VFB : Cécile Florin) : madame Storch
- Saxon Sharbino[10] : Chastity Storch
- Amber Dawn Landrum[11] : la fille de la station d'essence

## Production
Le tournage a débuté le 2 novembre 2009, sous la direction de Steven R. Monroe. Il a été distribué par CineTel, et produit par le président de l'entreprise Paul Hertzberg. Lisa Hansen, Jeff Klein, Alan Ostroff, Gary Needle et Meir Zarchi (réalisateurs de l'original) ont servi de producteurs exécutifs. I Spit on Your Grave a été tourné en Louisiane. Le film a été écrit par Stuart Morse, basé sur le scénario de Meir Zarchi.

## Sorties
Le film a été distribué aux États-Unis, au Canada, en Australie, au Royaume-Uni et en Nouvelle-Zélande par Anchor Bay Entertainment. La version Blu-ray est sortie aux États-Unis le 8 février 2011. Le DVD comprend les commentaires audio du réalisateur Steven R. Monroe et de la productrice Lisa Hansen, ainsi que onze scènes coupées et les bandes-annonces. En France, le film n'a pas connu de sortie au cinéma. Il est directement paru en Blu-Ray et DVD le 21 septembre 2011 (le Blu-Ray contient également le film original de 1978 en bonus, cependant il n'y est disponible qu'en VOSTFR et donc sans la VF).

## Suites
- Deux suites intitulées I Spit on Your Grave 2 et I Spit on Your Grave 3 sont sorties respectivement en 2013 et en 2015.

## Source de traduction
- (en) Cet article est partiellement ou en totalité issu de l’article de Wikipédia en anglais intitulé « I Spit on Your Grave (2010 film) » (voir la liste des auteurs).